# Nátrium-ferrocianid
A nátrium-ferrocianid áttetsző, sárga kristályokat alkotó kémiai vegyület, képlete Na4Fe(CN)6. Vízben oldható, etanolban nem oldódik. Hidrát formában is gyakran előfordul. A hidrát neve nátrium-ferrocianid dekahidrát, képlete Na4Fe(CN)6·10H2O.

## Felhasználása
- Általában a konyhasóhoz és az utak síkosságmentesítéséhez használt sóhoz adagolják, mert meggátolja a só csomósodását a szállítás, valamint a tárolás során.
- A petróleum gyártása során a petróleum tisztításához használják.
- Élelmiszerek esetén elsősorban a só csomósodását meggátló anyagként alkalmazzák. Maximum napi beviteli mennyisége 0,025 mg/testsúlykg.[1] Használata nagyon korlátozott erős sárga színe miatt, ezért élelmiszerekben előforduló mennyiségek esetén nincs ismert mellékhatása.

## Külső források
- Pubchem substance summary
- http://www.food-info.net/uk/e/e535.htm